# یواس‌اس چارلز مان (اس‌پی-۵۲۲)
یواس‌اس چارلز مان (اس‌پی-۵۲۲) (به انگلیسی: USS Charles Mann (SP-522)) یک کشتی بود که طول آن ۷۷ فوت ۷ اینچ (۲۳٫۶۵ متر) بود. این کشتی در سال ۱۹۰۳ ساخته شد.